# Наваррете, Карлос
Карлос Наваррете (исп. Carlos Augusto Navarrete Zuleta; 23 июня 1959, Медельин) — колумбийский футбольный тренер. Наиболее известен благодаря победе в 2000 году с «Атлетико Насьоналем» в розыгрыше Кубка Мерконорте.

## Биография
Карлос Наваррете происходит из футбольной семьи. Его отец (также Карлос) был игроком и тренером в «Индепендьенте Санта-Фе». Двоюродный брат также выступал в столице, играл за сборную Боготы. У Карлоса-старшего и его жены Ампаро было ещё трое детей — брат и две сестры Карлоса-младшего — Хуан Диего, Бибиана и Мария-Тереза.
Карлос никогда не играл в футбол на профессиональном уровне. Он занимался в академиях «Индепендьенте Медельин» и «Индепендьенте Санта-Фе», но за основные команды не дебютировал. Затем до 30 лет выступал на любительском уровне в команде университета Антиокьи. У Карлоса несколько высших образований — он обучался в Папском боливарианском университете (исп. Universidad Pontificia Bolivariana), колледже Марко Фиделя Суареса (исп. Colegio Marco Fidel Suárez), лицее при университете Медельина (исп. Universidad de Medellín), Американском колледже в Боготе (исп. Colegio Americano de Bogotá), а также закончил Богословскую семинарию в Ла-Эстрелье (исп. Colegio Cristiano La Estrella).
Наваррете начинал тренерскую карьеру во Втором дивизионе чемпионата Колумбии в команде «Рионегро», после чего возглавил уже клуб Примеры «Онсе Кальдас». Затем снова работал с «Депортиво Рионегро» (который на тот момент играл во Втором дивизионе), а в июне 2000 года возглавил один из сильнейших клубов страны, «Атлетико Насьональ».
Также он тренировал «Энвигадо», «Атлетико Букарамангу», «Депортиво Пасто». В марте-августе 2006 года вновь руководил «Атлетико Насьоналем». Последним на данный момент клубом в тренерской карьере Наваррете является «Хагуарес де Кордова». С конца 2000-х годов тренирует детско-юношеские и молодёжные команды департамента Антьокия.
Одним из самых важных достижений в карьере Карлоса Наваррете является завоевание с «Атлетико Насьоналем» Кубка Мерконорте в 2000 году. Также, в рамках Кубка Либертадорес команда Наваррете обыгрывала в гостях один из сильнейших парагвайских клубов, «Серро Портеньо», со счётом 5:1, а в чемпионате Колумбии «Атлетико Насьональ» обыграл своего принципиального соперника «Америку Кали» 6:0.
На данный момент отвечает за подготовку всех возрастных категорий — детских, юношеских и молодёжных команд в департаменте Антьокия. Также периодически ведёт свою колонку в спортивной прессе.
Среди футболистов, которых Наваррете открыл для большого футбола, значатся Иван Рамиро Кордоба (при Наваррете тот дебютировал в «Депортиво Рионегро»), Виктор Аристисабаль, Трессор Морено (в «Атлетико Насьональ»), Серхио Гальван, Арнульфо Валентьерра (в «Онсе Кальдас») и другие.

## Титулы
- Обладатель Кубка Мерконорте (1): 2000